# Shankend Viaduct
Der Shankend Viaduct ist eine ehemalige Eisenbahnbrücke in den Scottish Borders. 1971 wurde das Bauwerk in die schottischen Denkmallisten in der Denkmalkategorie B aufgenommen. Die Brücke führte das im Jahre 1862 von der North British Railway eröffnete letzte Teilstück der Waverley Line über ein flaches Tal, durch welches der Bach Langside Burn fließt. Sie wurde um dieses Jahr fertiggestellt und am 24. Juni 1862 für den Verkehr freigegeben. Der Auftrag zum Bau des Viadukts wurde zusammen mit dem südlich gelegenen Whitrope Tunnel vergeben.
Mit der Schließung der gesamten Strecke am 6. Januar 1969 wurde der Viadukt obsolet. Die Schienen wurden zwischenzeitlich entfernt. In den 2000er Jahren wurde das Baudenkmal umfassend restauriert.

## Beschreibung

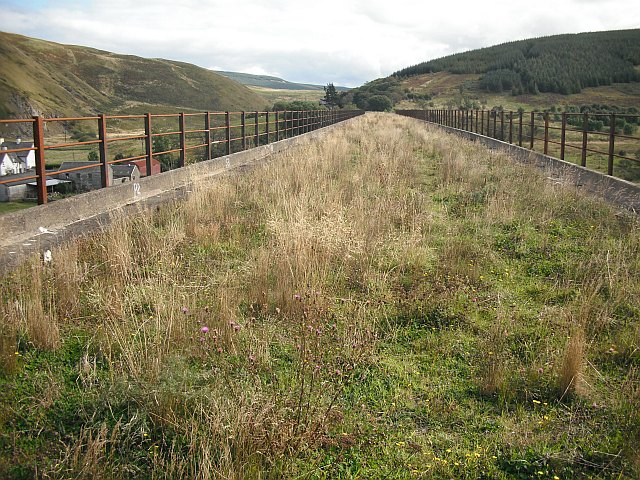
Grasbewuchs auf dem Shankend Viaduct

Die Brücke befindet sich in einer dünnbesiedelten Region der Scottish Borders. Die nächste größere Ortschaft ist das neun Kilometer nördlich gelegene Hawick. Der Mauerwerksviadukt überspannt das Tal mit 15 Bögen. Deren lichte Weite beträgt 10,6 m, wobei eine lichte Höhe von maximal 18,3 m erreicht wird. Das Mauerwerk wurde an vielen Stellen mit Backstein ausgebessert.